# Калинин, Константин Алексеевич
Константи́н Алексе́евич Кали́нин (24 января (5 февраля) 1887, Варшава — 22 октября 1938, Воронеж) — русский лётчик и выдающийся советский авиаконструктор. 23 октября 1938 года расстрелян. После смерти Сталина реабилитирован ().

## Биография
Константин Калинин родился в Варшаве в семье вахмистра, впоследствии — титулярного советника, выходца из крестьян Валуйского уезда Воронежской губернии Алексея Кирилловича Калинина. Благодаря родителям и особенно матери, Марианне Фридериковне (отец умер в 1892 году, когда маленькому Константину не исполнилось и 5 лет), смог получить хорошее домашнее образование. Экстерном окончил реальное училище в Варшаве, затем с отличием — учительскую семинарию в Андрееве.
В 1905 году Калинин вступил в Польскую социалистическую партию. В сентябре 1905 года был арестован за распространение листовок. Находился в заключении в тюрьме г. Кельце. В июне 1906 г. стараниями старшего брата Владимира был выпущен под залог в 3000 рублей.
В январе 1908 года Калинин поступил в 184-й пехотный Варшавский полк. В связи с поступлением К. А. Калинина на военную службу его дело было выделено в отдельное производство и в октябре того же года состоялся суд, приговоривший Константина Калинина к 4 месяцам заключения в крепости, засчитав в срок наказание время пребывания в тюрьме.
Несмотря на пребывание под следствием и в заключении, Константину Калинину удалось получить документы, подтверждающие его благонадежность. Благодаря этому в 1909 году Калинин сдал документы на поступление в Одесское пехотное юнкерское училище. Блестяще сдав экзамены в сентябре 1909 года, Калинин был зачислен в первую роту училища. Как юнкер, Калинин познакомился с воздухоплаванием, наблюдал первые полёты аэропланов в России. С этого момента он решил для себя связать жизнь с воздухоплаванием. В августе 1912 года, выпущенный по первому разряду, подпоручик Калинин получил назначение во Владивосток. С октября этого же года он — офицер 3-й Сибирской стрелково-артиллерийской бригады.
В декабре 1913 года, уже будучи женатым на смолянке, учительнице французского языка Софье Сергеевне, Калинин перевёлся в часть на остров Русский близ Владивостока, где изучал доступную авиационную литературу. С февраля 1914 года над Владивостоком осуществлялись полёты самолётов местного авиаотряда. Калинин также участвовал в них.
После объявления России войны Германией в июле 1914 года Калинин был переведён в Кронштадт, откуда направлен в артиллерийскую часть, где с марта 1915 года он — адъютант начальника штаба артдивизиона. В августе того же года произведён в поручики. За успешные бои под Двинском награждён орденом Святого Станислава.
23 марта 1916 года поручик Калинин добился направления в Гатчинскую Офицерскую воздухоплавательную школу и стал её курсантом. Учился у известного авиационного специалиста, полковника Сергея Ульянина.
Прошёл теоретический курс в Петроградском политехническом институте и на авиазаводе Лебедева, где в то время строились «Вуазены» с мотором «Сальмсон». С мая совершал полёты с инструктором, 25 июня — первый самостоятельный вылет. В короткий период Калинин освоил биплан «Фарман-7», полуторапланы «Фарман-16,-20 и 22» и боевой «Вуазен».
В октябре 1916 года поручик Калинин получил звание военного лётчика, чин штабс-капитана и направление в 26-й корпусный авиаотряд 9-й армии на Румынском фронте. В ноябре 1916 года назначен начальником по технике отряда, а с декабря — временно исполняющим обязанности командира отряда. В одном из боевых вылетов был контужен. Награждён орденом Святой Анны и утверждён командиром отряда. Лично сумел разбомбить мост через реку Быстрицу. Первым в подразделении применял радиосвязь для корректировки артиллерийского огня.
После октябрьской революции 1917 года Калинин отвёл свой отряд[откуда?][куда?]. В декабре 1918 года он был назначен Директорией командиром 1 Волынского авиационного дивизиона армии УНР, впоследствии получил звание капитана, а с января 1919 года стал инспектором Киевского района.

### В Киеве
С 1920 года Калинин служил инспектором авиации РККА в Киеве. В 1922 году был направлен на обучение в московский Институт инженеров Красного Воздушного Флота. Вскоре после этого институт был преобразован в Академию Воздушного Флота имени Н. Е. Жуковского. Несмотря на огромный практический опыт и основательное предшествующее образование, окончить академию Калинину не удалось: в результате «чистки» слушателей он был отчислен с формулировкой «как прежний царский офицер и дворянин».
В феврале 1924 году при помощи киевских коллег Константин Калинин возвратился в Киев и поступил на четвёртый курс Киевского политехнического института. Почти одновременно с этим он начал работать на Киевском авиационном заводе № 6 в качестве заведующего конструкторским бюро. Институт окончил в 1925 году, и в том же году был готов его первый самолёт — АK-1.

### В Харькове

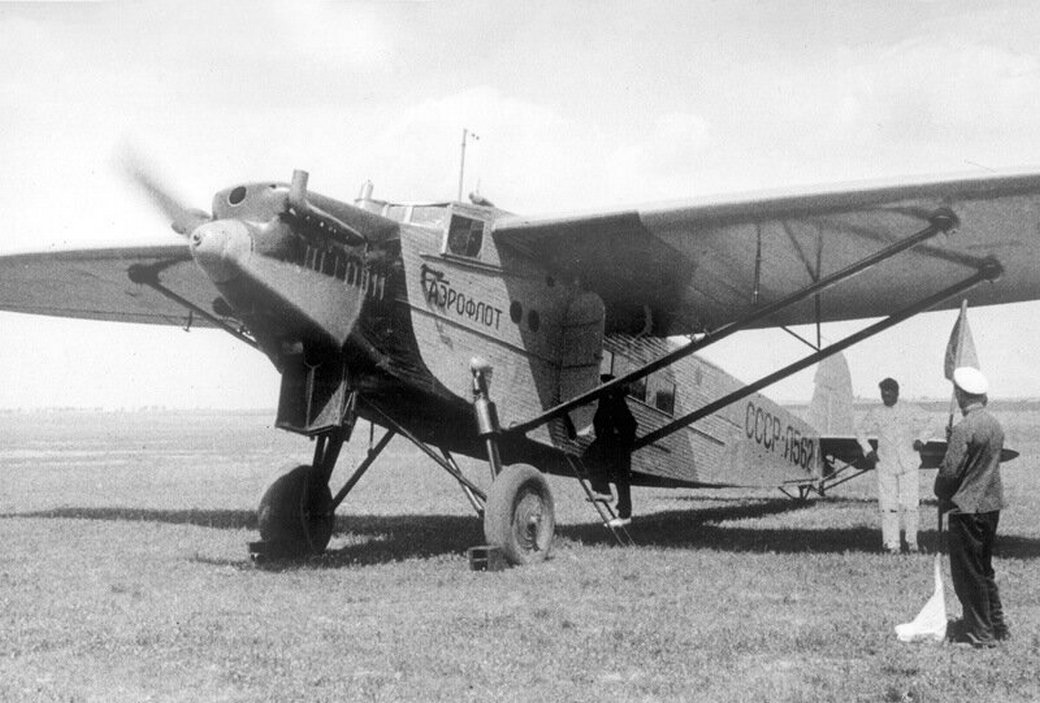
Самолёт К-5 с двигателем М17Ф авиакомпании Аэрофлот, 1934

В начале 1926 года Калинин вместе с семьёй переехал в Харьков, бывший тогда столицей УССР, и начал работать на авиационном заводе в качестве авиаконструктора. В 1928-29 годах разработал конструкции пассажирских самолётов К-4 и K-5, которые вытеснили машины иностранных марок с воздушных линий СССР. С 1930 до 1934 года было выпущено 296 самолётов К-5 в различных модификациях. К-5 были основными самолётами Аэрофлота на внутренних линиях до 1940 г. и продолжали использоваться в качестве транспортного самолёта во время Великой Отечественной войны. За создание этих самолётов Константин Калинин был награждён орденом Трудового Красного Знамени УССР.

### Арест и гибель
После февральского пленума ЦК ВКП(б) 1937 года волна репрессий накрыла оборонную промышленность.
В отрасли был подготовлен план мероприятий по «разоблачению и предупреждению вредительства и шпионажа». На заводах, в конструкторских бюро и в научно-исследовательских институтах авиационной промышленности начался большой террор.
Калинин был арестован 1 апреля 1938 года в Воронеже. В тюрьме он создал эскиз нового самолёта К-15 с треугольным крылом. Материалы по обвинительному процессу отсутствуют, поэтому сложно однозначно сказать, по какой статье и за какие действия он был осуждён.
22 октября 1938 года, через семь месяцев после ареста, на закрытом судебном заседании Военной коллегии Верховного суда СССР, которое продолжалось 10 минут без защиты и свидетелей, Константин Калинин был обвинён в антисоветской деятельности и шпионаже и приговорён к расстрелу.
В тот же день (по другим источникам — на следующий день, 23 октября 1938 года) в подвале Воронежской тюрьмы НКВД приговор был приведён в исполнение.
Реабилитирован 10 августа 1955 года.

В 1972 году, когда не стало Игоря Сикорского, академик Иван Артоболевский сказал: 
Вот были два великих авиаконструктора — Игорь Сикорский и Константин Калинин. Первого Америка похоронила как национального героя, а второго у нас никто не знает. Его на вершине славы загубили молодым у себя дома.И. И. Артоболевский

## Награды
- Награждён двумя орденами Святой Анны 3 степени с мечами и бантом и орденом Святого Станислава 3 степени с мечами и бантом.
- Орден Трудового Красного Знамени УССР (сентябрь 1930)

## Известные проекты

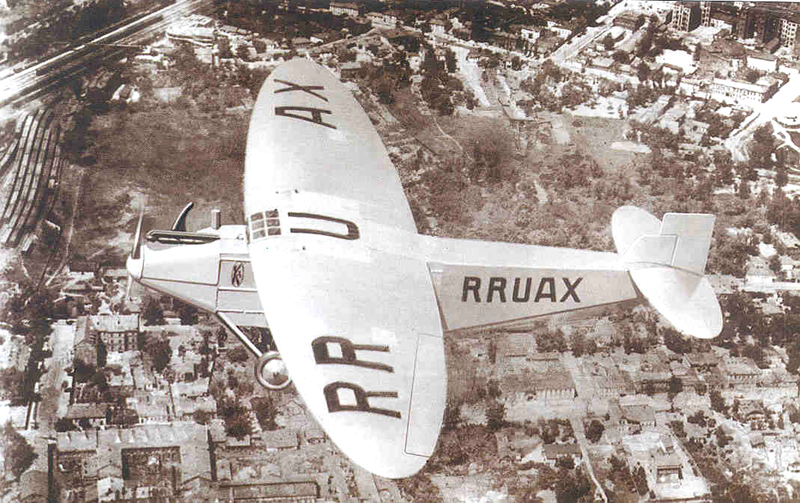
5-местный пассажирский самолёт К-4 — первый серийный самолёт ХАЗа — над Харьковом. 1928

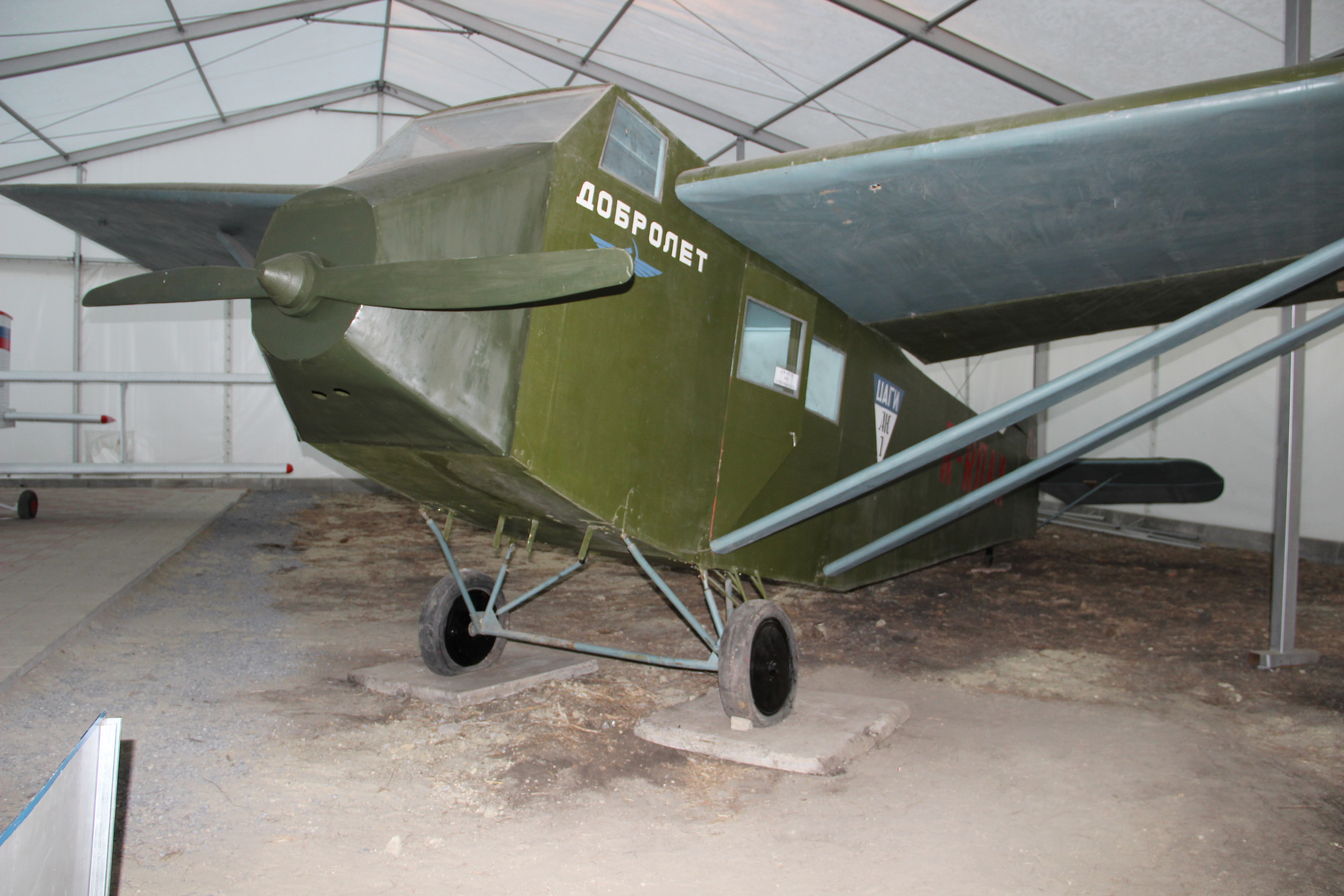
АК-1 в Музее гражданской авиации в Ульяновске

- АК-1 (Добролёт) — Лёгкий пассажирский самолёт[5] Первый полёт в 1924 году. Экипаж один человек. Полезная нагрузка 2-3 человека. Самолёт был построен на средства латышских стрелков. Эксплуатировался на авиалинии Москва — Нижний Новгород[6].
- К-1 — пассажирский самолёт. Первый полёт в 1925 году. Первый отечественный самолёт, рекомендованный к серийному производству. Первая серия пять самолётов. Экипаж один человек. Полезная нагрузка три пассажира[7].
- К-2 — пассажирский самолёт. Первый полёт в 1927 году. Кроме пассажирского, разрабатывали варианты санитарного и фотосъемочного самолётов. Экипаж один человек. Полезная нагрузка четыре пассажира. Самолёт был цельнометаллическим. К-2 применялся для аэрофотосъемки и картографирования[8].
- К-3 — санитарный самолёт[9] Первый полёт в 1927 году. Первый отечественный специализированный самолёт — воздушная «скорая помощь». Экипаж один человек. Полезная нагрузка: один врач и двое лежачих больных или четверо сидячих[10].
- К-4 — многоцелевой транспортный самолёт. Первый полет в 1928 году. Экипаж два человека. Полезная нагрузка 4 пассажира или 410 кг груза. Изготавливался в пассажирском, санитарном, аэрофотосъемочном и военно-транспортном вариантах. К-4 строился серийно на Харьковском авиазаводе. Всего было изготовлено 39 самолётов[11].
- К-5 — пассажирский самолёт, до 1940 г. являлся основным лайнером Аэрофлота на внутренних линиях. Первый полет в 1929 году. Экипаж два человека. Полезная нагрузка: 8 пассажиров или 690 кг груза. Самолёт эксплуатировался с 1930 по 1943 годы. Всего было изготовлено около 260 экземпляров[12].
- К-6 — лёгкий почтовый самолёт. Первый полет в 1930 году. Экипаж два человека. Был изготовлен в единственном экземпляре[13].
- К-7 — экспериментальный многоцелевой (бомбардировщик, десантный и тяжёлый пассажирский) самолёт-гигант. Первый полет в 1933 году. Был изготовлен в единственном экземпляре. К-7 проектировался в двух вариантах: гражданском и военном. В пассажирском варианте предусматривалась перевозка 128 пассажиров на расстояние 5000 км. При проведении испытательного полета 21 ноября 1933 года самолёт разбился[14].
- К-9 — самолёт с отстёгивающимися крыльями[15]. Многоцелевой самолёт. Первый полет в 1930 году. Экипаж два человека[16].
- К-10 — легкий многоцелевой самолёт. Первый полет в 1932 году. В серийное производство самолёт не передавался[17].
- К-12 (Жар-птица) — прототип бесхвостого бомбардировщика[18]. Первый полет в 1936 году. Экипаж три человека. Был изготовлен в единственном экземпляре. В 1937 году К-12, декорированный под «Жар-птицу», принимал участие в авиационном параде в Тушино[19].
- К-13 — прототип бомбардировщика. Первый полет в 1936 году. Экипаж три человека. Был изготовлен в единственном экземпляре. В серию запущен не был, так как по летным качествам уступал самолёту ДБ-3[20].
- К-14 — пассажирский самолёт. Пассажирский вариант бомбардировщика К-13. Экипаж 2 человека. 12 посадочных мест[20].

## Комментарии
1. ↑  Февральско-мартовский пленум ЦК ВКП(б) 1937 года положил начало большому террору в промышленности. Содержание почти всех докладов и выступлений в прениях сводилось к тому, что страна наводнена «шпионами, диверсантами и вредителями» пролезшими на самые высокие посты. На пленуме бывших партийных оппозиционеров обвинили в том, что уже с начала 1930-х годов они намеревались силой захватить власть, образовали общий блок «троцкистов», «зиновьевцев» и «правых», встали на путь террора и сотрудничества с «зарубежными фашистами»[4].
2. ↑  Военная коллегия Верховного суда СССР (ВКВС) не рассматривала дела по существу. Приговоры по крупным делам выносились заранее на заседаниях Политбюро ЦК ВКП(б) с участием Сталина и его ближайшего окружения: Молотов, Каганович и др, либо без участия Сталина путем опроса членов Политбюро. Решения о расстрелах выносились списками и затем передавались для оформления в ВКВС.